# حصار بابل الثالث (309 قبل الميلاد)
تم الحصار الثالث لبابل خلال رحلة أنتيغونوس إلى المجال السلوقي في سياق الحرب البابلية.

## الخلفية
في 310 قبل الميلاد، وبعد حصار غير ناجح لمدينة بابل من قبل ابنه ديمتريوس، قرر أنتيغونوس تنظيم مسيرة ضد سلوقس نفسه. لقد حشد جيشًا من أكثر من 75,000 رجل وسار نحو بابل. كان سلوقس، الذي استعاد بابل لتوه، يفوقه بعدد كبير، لكنه تشجع من انتصاراته السابقة فقرر اتخاذ موقف.

## الحصار
بدأت المواجهة بعدة اشتباكات في ضواحي المدينة بين 12 يناير و10 فبراير. في 19 يناير هاجم أنتيغونوس المدينة واستولت قواته على أجزاء منها. نهبت قوات أنتيغونوس بعض معابد بابل. لم يستولوا على المدينة بأكملها، وبعد عدة محاولات على القلعة، تراجع أنتيغونوس. لقد أمر سلوقس بالتراجع مدركًا لمدى اليأس. تم الهجوم على السلوقيين من قبل قوات أنتيغونوس أثناء التراجع، واستمر القتال حتى 28 فبراير، عندما تراجع السلوقيين الباقين إلى القلعة أو الحقول خارج المدينة. في 2 مارس تمكن أنتيغونوس من الاستيلاء على كوتا وتدميرها، لكن الجيش السلوقي تمكن مع ذلك من الفرار.

## العواقب
أطلق أنتيغونوس على أرخيلاوس اسم المرزبان الجديد، بينما أمر سلوقس جيشه بتفريق الغزاة ومحاربتهم في حرب عصابات. انتقم أنتيغونوس من خلال نهب وتجريف الريف محاولًا إجبار سلوقس على خوض معركة ضارية. وفي عام 308 قبل الميلاد، واجه سلوقس أنتيغونوس في معركة في مكان ما في جنوب بلاد ما بين النهرين أو شمال بابل. لقد تقاتل الجيشان في معركة غير حاسمة. تراجع كلاهما في معسكراتهما ليلًا. لكن، وفي حين نزع جيش أنتيغونوس السلاح وخلد للنوم، أمر سلوقس رجاله بتناول الطعام والاستراحة مرتدين الدروع الكاملة وفي صفوفهم، ثم شن هجومًا مفاجئًا في الصباح وفاجأ قوات أنتيغونوس. تمكن أنتيغونوس من الفرار وتخلى عن فكرة استعادة الساترابات العليا، وترك الشرق إلى سلوقس.